# Duna Kör
Duna Kör (krąg Dunaju) jest węgierską organizacją ekologiczną założoną w 1984 r. jako organ protestujący, aby zapobiec budowie zapór Gabčíkovo - Nagymaros. Przeciwnicy twierdzili, że doprowadzi to do katastrofy ekologicznej, która wyprze tysiące Węgrów z wiosek i miast, w których ich rodziny żyły przez wieki. Przeciwnicy reżimu wkrótce dołączyli do tego rosnącego protestu środowiskowego i do jesieni 1988 r. krąg Dunaju miało około 10 000 zwolenników, którzy aktywnie demonstrowali przeciwko tamie na ulicach Budapesztu. Działania te odzwierciedlały protesty, które miały miejsce latem 1988 r., kiedy ponad 30 000 osób maszerowało w Budapeszcie, aby wyrazić swój gniew z powodu planu rumuńskiego rządu, który miał na celu zniszczenie całych węgierskich wiosek w Transylwanii. Węgry nie widziały publicznych protestów w tej skali od 1956 r.
Istotne jest to, że jest to początek erozji władzy komunistycznej na Węgrzech, która zakończyła się w maju 1990 r. pierwszymi wolnymi demokratycznymi wyborami. 
Założycielem był biolog János Vargha. Organizacja otrzymała nagrodę Right Livelihood Award w 1985 r.